# L'arte della felicità
L'arte della felicità è un film italiano d'animazione del 2013 diretto da Alessandro Rak, al suo debutto in un lungometraggio.

## Trama
Sergio è un tassista napoletano che, sotto una pioggia incessante, porta i suoi clienti per la città, sempre più degradata. Al contempo cerca di metabolizzare la morte del fratello Alfredo, che non ha più fatto ritorno da un viaggio per il Tibet cominciato dieci anni prima. Sui sedili del suo taxi si avvicendano una cantante, uno speaker della radio, un vecchio zio e altri personaggi che recano ognuno una traccia del fratello scomparso. Sergio si fa così trascinare dal taxi e dai ricordi, nonché dalla musica prodotta col fratello. Quindi si siede al pianoforte e inizia a realizzare i suoi sentimenti nelle note che credeva perdute.
Ma un giorno, mentre sta trasportando la cantante, il Vesuvio inizia ad eruttare, e Sergio si salva grazie ad un'apparizione di Alfredo, che gli consiglia una scorciatoia. Dopo la fuga si ritrova in mezzo ad una foresta, dove trova un tempio, e un pianoforte, che inizia a suonare. Ma era solo un sogno, e finito questo Sergio capisce che deve riconciliarsi con la famiglia e ritorna a casa.
Sergio ritrova e legge una lettera di Alfredo, che lo invita a vivere il presente. Il film si chiude con lo speaker della radio che manda in onda il duetto di Sergio e Alfredo.

## Realizzazione
Il film è stato inizialmente scritto da Luciano Stella, ideatore della manifestazione culturale napoletana "L'arte della felicità", come "prosecuzione" cinematografica del materiale raccolto nelle varie edizioni della manifestazione. La sceneggiatura fu poi riscritta insieme ad Alessandro Rak, Nicola Barile e Paola Tortora prendendo spunto parzialmente dalla morte del fratello di Luciano Stella, Alfredo.
Il film è stato realizzato a Napoli da 40 autori, tra cui soltanto 10 disegnatori e animatori dello studio Mad entertainment, primato assoluto per un film cinematografico d'animazione.

## Distribuzione
Il film è uscito il 21 novembre 2013 distribuito da Cinecittà Luce.

## Premi e riconoscimenti
70ª Mostra internazionale d'arte cinematografica di Venezia
- Evento speciale fuori concorso - Settimana internazionale della critica
- Premio FEDIC - Menzione speciale
- Premio CinemaGiovani - Miglior film italiano[6]

London Raindance Film Festival
- Premio Miglior opera prima

European Film Awards
- Premio Miglior film d'animazione

Ciak d'oro - 2014
- Ciak d'oro Mini/Skoda Bello & Invisibile

## Curiosità
- Il personaggio di Sergio è stato disegnato e ideato per lo più da Rak, a differenza degli altri personaggi a cui hanno contribuito il character designer Dario Sansone e altri animatori, sulla base dell'attore Zach Galifianakis e del personaggio che quest'ultimo interpreta nel videoclip di "Not About Love" di Fiona Apple.[9]